# Abu Musa (miasto)
Abu Musa (per. ابوموسی) – miasto w południowym Iranie, w ostanie Hormozgan, na wyspie Abu Musa. W 2006 roku miasto liczyło 1705 mieszkańców w 456 rodzinach.